# Asa Somers
Asa Somers (5 dicembre 1969) è un attore statunitense.

## Biografia
Asa Somers ha studiato alla Phillips Exeter Academy e all'Università Yale, dove si è laureato in letteratura inglese e storia del teatro. Ha fatto il suo debutto a Broadway nel 2001 in un revival di The Rocky Horror Show, a cui seguì l'anno successivo la prima newyorchese del musical Tanz der Vampire, in cui interpretava il giovane co-protagonista Herbert. Nel 2003 tornò a Broadway nel musical Taboo, mentre dal 2006 al 2007 recitò accanto a Christine Ebersole in Grey Gardens in scena al Walter Kerr Theatre.
Dal 2009 al 2010 recitò a Broadway nel musical Premio Pulitzer Next to Normal, in cui interpretava il duplice ruolo del dottor Fine e del dottor Madden, oltre ad essere il sostituto del coprotagonista Dan; dal 2010 al 2011 interpretò Dan nella tournée statunitense del musical. Dopo cinque anni d'assenza, nel 2016 è tornato a Broadway con il musical Dear Evan Hansen, rimanendo nella compagnia per oltre tre anni.
Oltre ad aver ricoperto ruoli principali come Berger in Hair ed Hedwig in Hedwig and the Angry Inch nel circuito del teatro regionale, Asa Somers ha recitato in diversi film e serie televisive, tra cui Law & Order, Ugly Betty, The Good Wife e Gossip Girl.

## Filmografia parziale

### Televisione
- I Soprano (The Sopranos) – serie TV, 1 episodio (2000)
- Whoopi – serie TV, 1 episodio (2003)
- Law & Order - Unità vittime speciali (Law & Order: Special Victims Unit) – serie TV, 2 episodi (2005-2008)
- Law & Order - I due volti della giustizia (Law & Order) – serie TV, 1 episodio (2007)
- Ugly Betty – serie TV, 1 episodio (2009)
- The Good Wife – serie TV, 1 episodio (2010)
- Gossip Girl – serie TV, 1 episodio (2010)
- Royal Pains – serie TV, 1 episodio (2010)
- Blue Bloods – serie TV, 1 episodio (2011)
- Elementary – serie TV, 1 episodio (2012)
- Person of Interest – serie TV, 1 episodio (2013)
- White Collar – serie TV, 1 episodio (2014)
- Unforgettable – serie TV, 1 episodio (2014)
- Mr. Robot – serie TV, 1 episodio (2015)
- Unbreakable Kimmy Schmidt – serie TV, 3 episodi (2016-2017)

## Doppiatori italiani
Nelle versioni in italiano delle opere in chi ha recitato, Asa Somers è stato doppiato da:
- Lorenzo Scattorin in The Good Wife
- Ermanno Ribaudo in Person of Interest
- Gabriele Trentalance in White Collar